# Pfalzbach (Dernbach)
Der Pfalzbach ist ein knapp ein Kilometer langer Bach im südöstlichen Pfälzerwald auf der Gemarkung der Ortsgemeinde Dernbach im rheinland-pfälzischen Landkreis Südliche Weinstraße, der von rechts und Westen in den Dernbach mündet.

## Geographie

### Verlauf
Der Pfalzbach entspringt im Pfälzerwald auf etwa 265 m ü. NHN westlich von Dernbach am Rande eines geschlossenen Mischwaldes im Gewann Im Pfalzteich zwischen dem Großen Eischkopf (386,5 m ü. NHN) im Südwesten und dem Hubberg (383,4 m ü. NHN) im Nordwesten in seinem kleinen Talkessel zwischen den von den Bergen zum Dernbachtal vorspringenden Ostspornen.
Er fließt zunächst etwa 300 m in ostnordöstlicher Richtung, verschwindet dann am westlichen Ortsrand von Dernbach in den Untergrund und durchquert so dessen Siedlungsbereich etwa ostsüdöstlich. Nur etwa hundert Meter nach dem Dorfrand im Osten mündet er schließlich bei zwei kleinen Teichen in der Aue auf etwa 197 m von rechts in den Dernbach.

### Einzugsgebiet
Das Einzugsgebiet ist nur etwas über 0,3 km² groß und läuft keilförmig nach Osten zur Mündung aus. An seiner Basis im Westen grenzt es an dasjenige des bedeutenderen Eischbachs, im Norden und Süden liegen hinter den genannten Bergspornen noch kleinere Nebentalstutzen des Dernbachs ohne bemerkenswertes Gewässer. Höchster Punkt ist der Gipfel des Hubbergs am Nordwesteck der Wasserscheide, der auf etwa 385 m ü. NHN liegt.